# Radio Contact Liberec

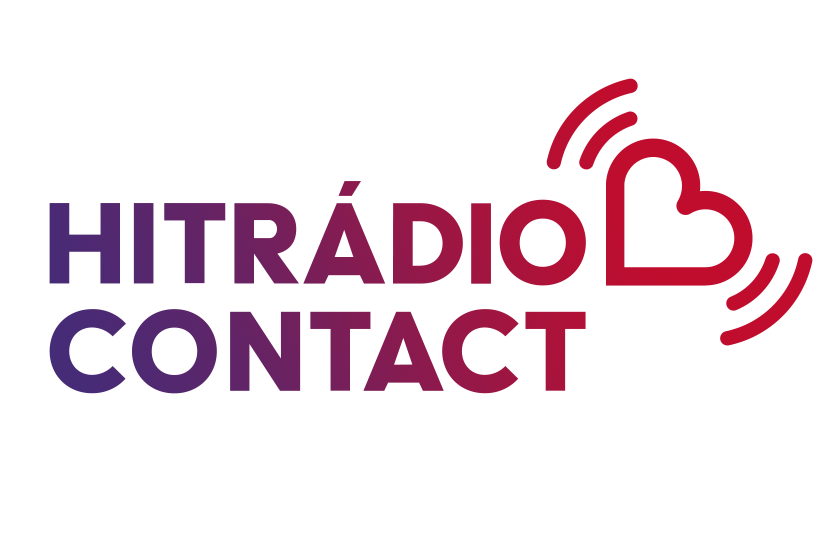
Logo Rádio Contact Liberec

Rádio Contact Liberec (RCL 101,4) – czeska stacja radiowa nadająca swój program na częstotliwości 101,4 MHz z Liberca na obszar kraju libereckiego.
Nadajnik o mocy 20 kW zlokalizowany jest wysoko na Górze Ještěd na wysokości 1012 m n.p.m. plus anteny nadawcze 52 m, co umożliwia odbiór stacji na południowym zachodzie Polski.